# Mẫu lõi phấn hoa

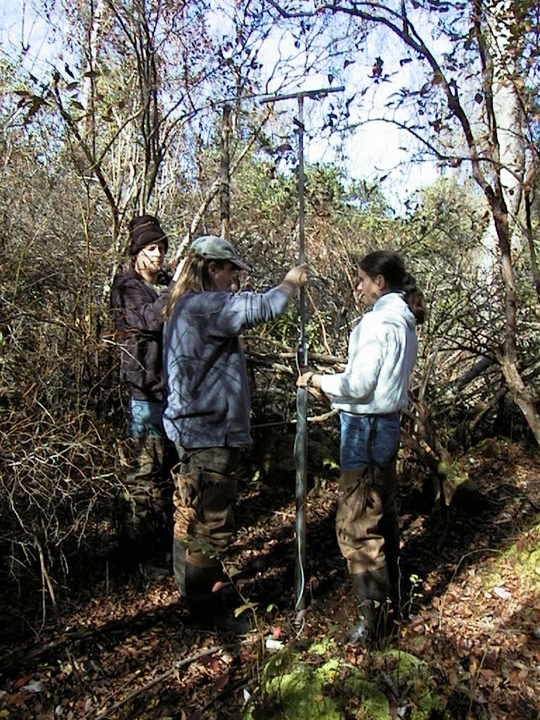
Các mẫu lõi phấn hoa đang được thu thập tại Fort Bragg, North Carolina.

Mẫu lõi phấn hoa là một loại mẫu lõi của các loại đất, đá chứa các chuỗi phấn hoa đã trầm lắng xuống trong một thời gian dài. Các phân tích kiểu và tần suất của các loại phấn hoa trong mỗi lớp được sử dụng trong các nghiên cứu về biến đổi của khí hậu theo dòng lịch sử và chúng có thể so sánh được với các mẫu lõi băng.
Các lõi được đút xuyên qua các trầm tích, mà tại đó dường như phấn hoa đã bị ngăn chặn lại, chẳng hạn trong các lớp đất hay các khu vực đầm lầy than bùn, tại đây, trong điều kiện kỵ khí thì chất lượng bảo quản là khá tốt.
Các mẫu lõi này sau đó được các nhà phấn hoa học đem phân tích. Bằng các phương pháp khoa học, các nhà khoa học này có thể suy luận ra tỷ lệ của các kiểu thực vật chính từ hàm lượng của các kiểu phấn hoa khác nhau được tìm thấy trong các lõi này.